# Manjaro
Manjaro [manˈd͡ʒaːʁo] (abgeleitet von Kilimandscharo) ist eine auf Arch Linux (eine Auswahl aufeinander abgestimmter Software) basierende Linux-Distribution, die in Österreich, Frankreich und Deutschland entwickelt wird. Es ist in erster Linie ein freies Betriebssystem für Personal Computer, welches auf Benutzerfreundlichkeit ausgerichtet ist. Wie seine Basis, Arch Linux, nutzt es ein Rolling-Release-Modell.

## Besonderheiten
Trotz eigenem Installationsprogramm und einem grafischen Frontend zur Paketverwaltung sowie häufiger, anders lautender Empfehlungen richtet es sich nicht an Anfänger sondern an fortgeschrittene Benutzer.
Die Entwickler bieten verschiedene Editionen an, welche sich durch die installierte Desktop-Umgebung und dazugehörige Programme unterscheiden. Als Standard-Oberflächen werden Xfce, KDE und Gnome bereitgestellt, jedoch stehen als Projekte der Manjaro-Benutzer auch Editionen mit Cinnamon, Enlightenment, LXDE, MATE, Openbox, dem Deepin Desktop Environment oder die minimale Net-Edition (ohne vorinstallierten Display-Manager) als Installations-Medium (DVD-Image) zum Herunterladen zur Verfügung.
Manjaro verwendet eigene Paket-Repositorien, die dazu dienen, stabile Versionen der Arch-Linux-Repositorien anzubieten. Die Pakete durchlaufen dabei den „unstable“- und „testing“-Zweig, bevor diese als stabile Version veröffentlicht werden. Als Anwender hat man jederzeit die Möglichkeit, zwischen den drei verschiedenen Zweigen umzuschalten. Der Anwender kann somit selbst entscheiden, wie wichtig ihm Aktualität oder Stabilität ist.
Das Installationsprogramm Calamares bietet sowohl automatische als auch manuelle Festplattenpartitionierung, sowie eine Hardwareerkennung, z. B. für Grafikkarten, und kann benötigte Treiber automatisch installieren. Ein installiertes Manjaro-Linux wird über Rolling Releases allein mit dem Paketmanager ohne Neuinstallation oder Systemupgrade aktuell gehalten. Manjaro bietet mit Octopi (Qt) und Pamac (GTK) eigene Frontends für den Arch-Linux-Paketmanager Pacman – entsprechend konfiguriert können mit diesen auch Pakete aus dem Arch User Repository (AUR) installiert werden.
Eine weitere Innovation in Manjaro 18.1 ist die integrierte Unterstützung für Flatpak- und Snap-Pakete. Zu diesem Zweck steht den Anwendern das grafische Paketverwaltungswerkzeug „bauh“ (früher „fpakman“ genannt) zur Verfügung.
Für den init-Prozess der Systeminitialisierung des Betriebssystems wird das Programm systemd verwendet.

## Verbreitung
Für 2016 zählt SourceForge im Durchschnitt monatlich etwa 130.000 Downloads der Release-Images. Manjaro war auf den Coverdiscs der Ausgaben 167 und 172 der englischen Zeitschrift Linux Format enthalten. Auf DistroWatch befand sich Manjaro auf Platz eins der populärsten Linux-Distributionen des Jahres 2018.

## Kritik
In einem Blogeintrag kritisiert Keith Curtis, dass für geringe Änderungen am Code die Arch-Repositorien dupliziert werden, und schlägt vor, den Nutzern solle ermöglicht werden, die Arch-Repositorien zu nutzen, um einen Lock-in-Effekt zu vermeiden. Ebenso könnten die eigenen Wikiseiten im Arch-Wiki Platz finden. Allan McRae, der u. a. pacman für Arch Linux pflegt, lobt die seit Ende 2014 zügigere Aktualisierungsstrategie bei Sicherheitslücken, nachdem er diese zuvor als stark unzureichend kritisiert hatte. Unter den Nutzern wurde Kritik geäußert, nachdem die Entwickler LibreOffice gegen das kommerzielle FreeOffice ersetzten.

## Geschichte
Manjaro wurde erstmals am 10. Juli 2011 in experimenteller Form mit der Desktop-Umgebung Xfce veröffentlicht.
Am 20. August 2012 erschien die erste öffentliche Betaversion 0.8.0, die laut eigenen Angaben nach zwei Tagen schon mehr als 29.000 Mal heruntergeladen wurde.
Neben der Einführung des eigens entwickelten Hardware-Erkennungstools, das die Installation von Grafikkartentreibern erleichtern soll, wurden mit dieser Version erste Editionen mit alternativen Desktop-Umgebungen wie Gnome, Cinnamon oder KDE bereitgestellt.
Ab der Version 0.8.3 wurde optional Openbox als Fenstermanager und MATE als Desktop-Umgebung angeboten.
Während der Entwicklung von Manjaro Ende August 2015 entschieden sich die Entwickler, für das Versionsschema auf Jahres- und Monatsbezeichnungen anstelle von Zahlen zu wechseln. Somit war die Version 0.9.0 (Codename „Bellatrix“) die erste Version, die am 27. September 2015 als Version 15.09 veröffentlicht wurde. Ab dieser Version wurde unter anderem erstmals der grafische Installationsassistent Calamares eingeführt.
Am 8. September 2020 gab Entwickler und Mitgründer Philip Müller bekannt, dass das Team hinter Manjaro ab sofort unter der Rechtsform GmbH & Co. KG firmieren würde. Grund dafür sind nach eigenen Angaben die immer größer werdende Zahl an Anwendern und der damit verbundene Entwicklungsaufwand. Zudem könne man sich offiziell mit potentiellen Vertragspartnern zusammenschließen, neue Mitarbeiter fest anstellen und die Marke Manjaro als solches schützen.
Seit dem 17. September 2020 kann eine Variante des PinePhones mit Manjaro als Betriebssystem in zwei unterschiedlichen Editionen vorbestellt werden.

## Veröffentlichungstabelle
Ab Version 0.8.0 hat jede Version einen eigenen Codenamen. Die Codenamen folgen dem Alphabet, ihr Ursprung ist jedoch nicht immer eindeutig zuordenbar, auch wenn einige Namen von Himmelskörpern abgeleitet sind.
| Version                              | Codename  | Veröffentlichung | Kernel      | Anmerkung |
| ------------------------------------ | --------- | ---------------- | ----------- | --- |
| 0.1                                  |           | 2011-07-10       |             | |
| 0.8.0                                | Ascella   | 2012-08-20       | 3.4.9 LTS   | |
| 0.8.1                                | Ascella   | 2012-09-21       | 3.4.x LTS   | |
| 0.8.2                                | Ascella   | 2012-11-10       | 3.4.x LTS   | |
| 0.8.3                                | Ascella   | 2012-12-24       | 3.4.x LTS   | |
| 0.8.4                                | Ascella   | 2013-02-25       | 3.7.x       | |
| 0.8.5                                | Ascella   | 2013-04-13       | 3.8.5       | |
| 0.8.6                                | Ascella   | 2013-06-02       | 3.9.x       | |
| 0.8.7                                | Ascella   | 2013-08-26       | 3.4.59 LTS  | |
| 0.8.8                                | Ascella   | 2013-11-24       | 3.10.20 LTS | |
| 0.8.9                                | Ascella   | 2014-02-23       | 3.10.30 LTS | |
| 0.8.10                               | Ascella   | 2014-06-09       | 3.12.20 LTS | |
| 0.8.11                               | Ascella   | 2014-12-01       |             | |
| 0.8.12                               | Ascella   | 2015-02-06       |             | |
| 0.8.13                               | Ascella   | 2015-06-14       |             | |
| 15.09                                | Bellatrix | 2015-09-27       | 4.1.8       | Neben vielen weiteren Änderungen: Neuer graphischer Installer Calamares 1.1.3 und im Live-System Thus 0.9.0 |
| 15.12                                | Capella   | 2015-12-22       |             | |
| 16.06                                | Daniella  | 2016-06-06       | 4.4.12 LTS  | |
| 16.06.1                              | Daniella  | 2016-06-11       | 4.4.13 LTS  | |
| 16.08                                | Ellada    | 2016-08-31       |             | |
| 16.10                                | Fringilla | 2016-10-31       | 4.4.48      | |
| 17.0                                 | Gellivara | 2017-03-07       | 4.9 LTS     | erste offizielle Version mit der Desktop-Umgebung Gnome und letzte Version für 32-Bit-x86 (IA-32) ab i686 |
| 17.1                                 | Hakoila   | 2017-12-31       | 4.14 LTS    | Offizielle Versionen sind XFCE, KDE, Gnome & NET Erstmals auch vorinstalliert auf einem Notebook, dem Spitfire Station X. |
| 18.0                                 | Illyria   | 2018-10-28       | 4.19 LTS    | |
| 18.0.4                               | Illyria   | 2019-03-12       | 4.19 LTS    | |
| 18.1.0                               | Juhraya   | 2019-09-12       | 4.19.69 LTS | bei der Installation kann zwischen LibreOffice und FreeOffice unterschieden werden. Des Weiteren werden FlatPak- und Snap-Pakete unterstützt. |
| 19.0                                 | Kyria     | 2020-02-25       | 5.4         | Xfce-Desktop in Version 4.14, Desktop-Theme Matcha-Sea; KDE-Destop in 5.17, Desktop-Theme Breath2-Theme; Gnome-Desktop in Version 3.34, nun mit Gnome-Layout-Switcher, viele Details verbessert (z. B. Dialoge); neues Tool für Installation von Flatpaks, Snaps und Appimages. |
| 20.0                                 | Lysia     | 2020-04-26       | 5.4.35 LTS  | |
| 20.0.3                               | Lysia     | 2020-06-06       | 5.7         | Arc Themes Update, 5.7 kernel, Firefox update, upstream updates inklusive Haskell und Python by Arch |
| 20.1                                 | Mikah     | 2020-09-11       | 5.8         | |
| 20.2                                 | Nibia     | 2020-12-03       | 5.9         | |
| 21.0                                 | Ornara    | 2021-03-23       | 5.10        | Xfce-Desktop in Version 4.16, KDE-Destop in 5.21, Gnome-Desktop in Version 3.38. |
| 21.1.0                               | Pahvo     | 2021-08-17       | 5.13        | Gnome 40, Plasma 5.22 |
| 21.2.0                               | Qonos     | 2021-12-22       | 5.15 LTS    | Gnome 41.1, Plasma 5.23 |
| 21.3.0                               | Ruah      | 2022-06-17       | 5.15 LTS    | Gnome 42.2, Plasma 5.24 |
| 22.0                                 | Sikaris   | 2022-12-24       | 6.1 LTS     | XFCE 4.18, Plasma 5.26 |
| 22.1                                 | Talos     | 2023-04-22       | 6.1 LTS     | Gnome 43, Plasma 5.27 LTS |
| 23.0                                 | Uranos    | 2023-09-05       | 6.5         | Gnome 44, Plasma 5.27 LTS |
| 23.1                                 | Vulcan    | 2023-12-16       | 6.6 LTS     | Gnome 45 |
| 24.0                                 | Wynsdey   | 2024-05-14       | 6.9         | Gnome 46, KDE Plasma 6 |
| 24.1                                 | Xahea     | 2024-10-01       | 6.10        | KDE Plasma 6.1 |
| 24.2                                 | Yonada    | 2024-12-08       | 6.12        | Gnome 47.2, KDE Plasma 6.2 |
| 25.0                                 | Zetar     | 2025-04-15       | 6.12        | Gnome 48 |
| Legende:Alte VersionAktuelle Version |           |                  |             | |

## Editionen

### Offizielle Editionen
Manjaro XFCE
Manjaro Xfce wird mit der Desktop-Umgebung Xfce und dem Manjaro-eigenen dunklen Theme ausgeliefert.
Manjaro KDE
Manjaro KDE wird mit der Desktop-Umgebung KDE Plasma 5 und dem Manjaro-eigenen dunklen Theme ausgeliefert.
Manjaro Gnome
Manjaro Gnome wird mit der Desktop-Umgebung Gnome Shell und zusätzlichen Themes ausgeliefert.
Manjaro NET
Manjaro NET ist die Konsolen-basierte Net-Installation, mit der entweder Manjaros offizielle oder die Community-Editionen installiert wird. Auch zusätzlich zu installierende Pakete
kann der Anwender vorab auswählen. Alle Pakete werden während der Installation in ihren neuesten Versionen heruntergeladen.

### Community-Editionen

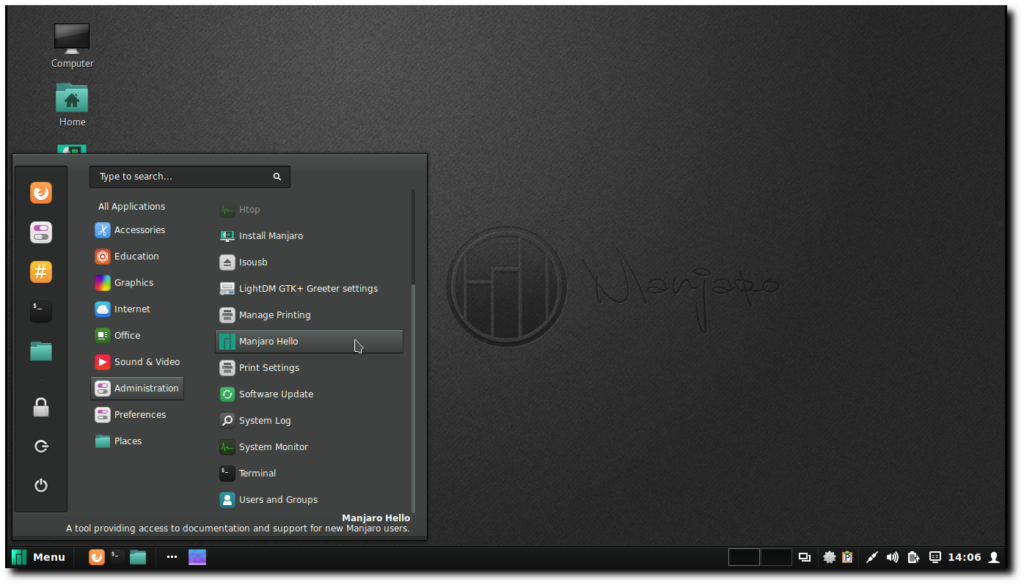
Screenshot von Manjaro 17.0 Cinnamon Edition
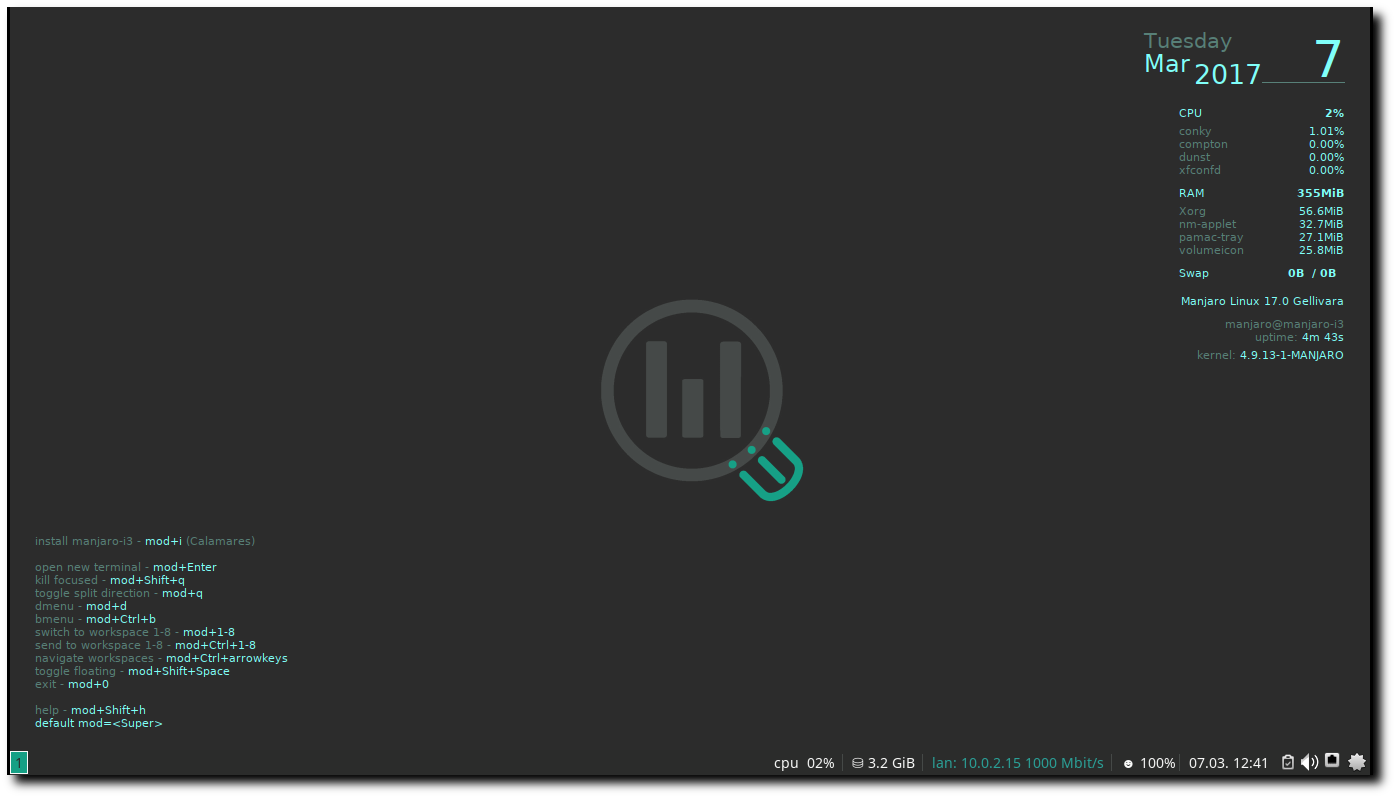
Screenshot von Manjaro 17.0 i3 Edition

Es existieren eine Reihe von Community-Editionen:
- Budgie Edition
- Cinnamon Edition
- Enlightenment Edition
- Fluxbox Edition
- i3 Edition
- LXDE/LXqt Edition
- MATE Edition
- OpenBox Edition
- OpenRC Edition (Entwicklung eingestellt[59])
- PekWM Edition
- Sway Edition

Des Weiteren wird mit Manjaro ARM und Manjaro Phosh (Smartphone) an Arm-basierten Betriebssystemen gearbeitet.

## Derivate

### Netrunner Rolling
Netrunner Rolling ist eine von dem deutschen Softwareunternehmen Blue Systems vertriebene Distribution. Seit 2014 stehen Snapshots zur Installation bereit. Am 13. Oktober 2019 gaben die Macher dieses Projekt bekannt, dieses nicht mehr weiter zu verfolgen, sondern direkt an Manjaro mitzuarbeiten.

### Sonar GNU/Linux
Das Sonar GNU/Linux Projekt verfolgt das Ziel, eine barrierefreie Distribution bereitzustellen; dabei werden die beiden Desktops Gnome und Mate unterstützt. Die erste Version wurde im Februar 2015 veröffentlicht, die aktuelle und letzte Version wurde 2016 veröffentlicht.